# 华南夜来香
华南夜来香（学名：Telosma cathayensis）为夹竹桃科夜来香属的植物。分布在中国大陆的广西、广东、云南等地，生长于海拔500米的地区，常生于山地疏林向阳处，目前尚未由人工引种栽培。

## 异名
- Telosma cathayensis Merr.